# Crécy-Couvé
Crécy-Couvé – miejscowość i gmina we Francji, w Regionie Centralnym, w departamencie Eure-et-Loir.
Według danych na rok 1990 gminę zamieszkiwało 316 osób, a gęstość zaludnienia wynosiła 48 osób/km² (wśród 1842 gmin Regionu Centralnego Crécy-Couvé plasuje się na 826. miejscu pod względem liczby ludności, natomiast pod względem powierzchni na miejscu 1303.).